# General Electric LM2500

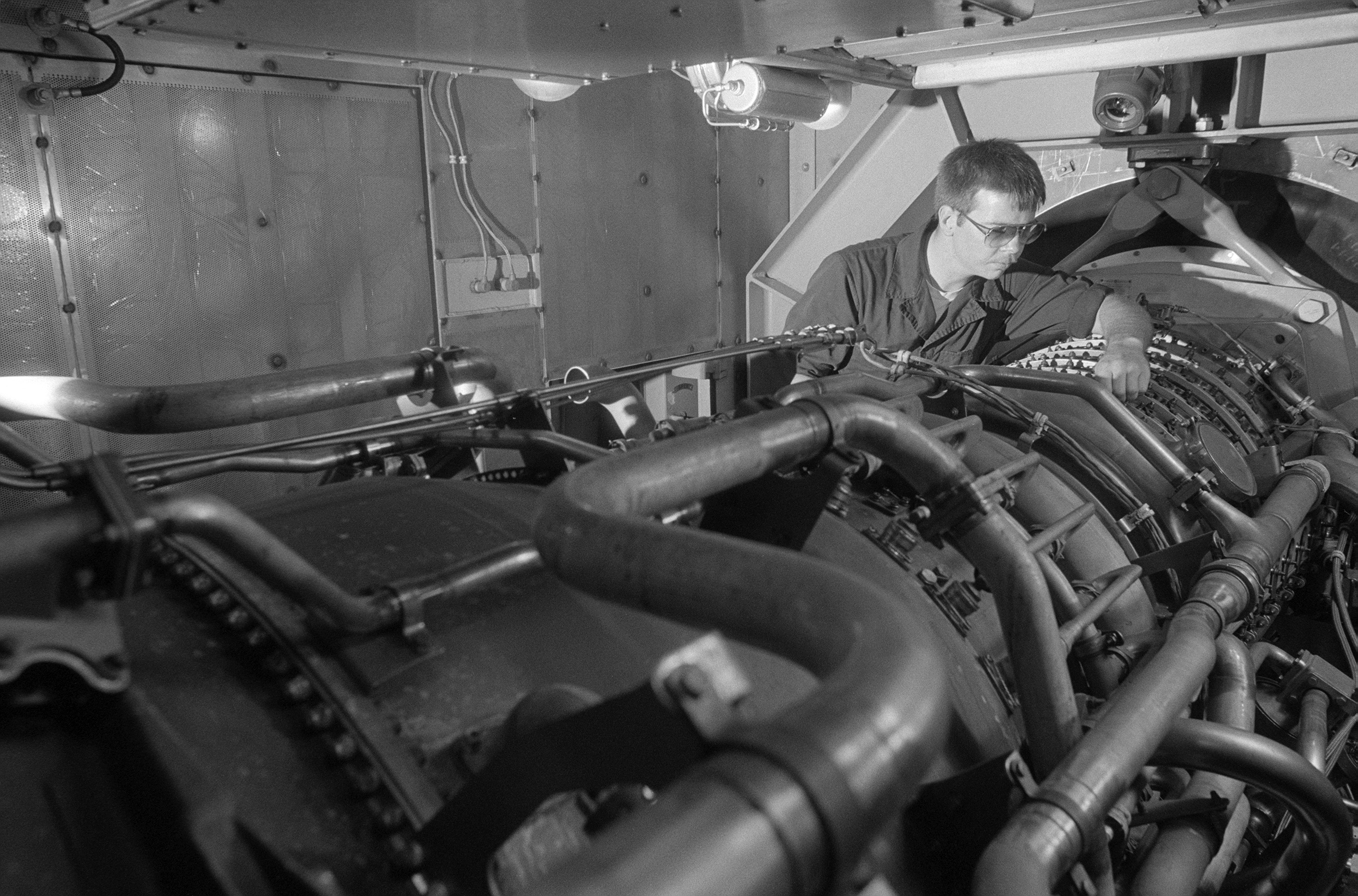
Газотурбинный двигатель General Electric LM2500

General Electric LM2500 — газотурбинный корабельный двигатель, используемый на кораблях ВМС 24 стран мира. На 2008 год изготовлено порядка 870 двигателей «General Electric LM2500» различных модификаций.

## Характеристики

### General Electric LM2500
- Мощность — 18,4 МВт, 24050 л. с. (при 100 ° по Фаренгейту), ≈32000 л. с.(при 0 ° по Фаренгейту)
- Число оборотов двигателя — 3680 об/м.
- Длина — 13,94 м.
- Ширина — 2,64 м.
- Высота — 3,98 м.
- Вес — 198000 фунтов
- Материал лопаток: титан и никель
- Отдача — 35,7 %
- Потребление топлива — 0,280 л/с.
- Температура в турбине — 802 °C

### General Electric LM2500+
- Мощность — 29 МВт, 40500 л. с. (при 0 ° по Фаренгейту)
- Число оборотов двигателя — 3680 об/м.
- Длина — 14,38 м.
- Ширина — 3,12 м.
- Высота — 3,99 м.
- Вес — 208000 фунтов
- Материал лопаток: титан и никель
- Отдача — 38 %
- Потребление топлива —
- Температура в турбине —

### General Electric LM2500+G4
- Мощность — 35,32 МВт, 45370 л. с. (при 0 ° по Фаренгейту)
- Число оборотов двигателя — 3680 об/м.

## Типы военных кораблей с ГТУ General Electric LM2500
- Эскадренные миноносцы типа «Спрюэнс»
- Эскадренные миноносцы типа «Кидд»
- Ракетные крейсера типа «Тикондерога»
- Фрегаты типа «Оливер Хазард Перри»
- Эскадренные миноносцы типа «Арли Бёрк»
- Эскадренные миноносцы типа «Конго»
- Эскадренные миноносцы типа «Атаго»
- Эскадренные миноносцы типа 052
- Фрегаты типа FREMM
- Авианосец «Кавур»
- авианосец «Принсипе де Астуриас»